# Solr
Solr（读作“solar”）是Apache Lucene项目的开源企业搜索平台。其主要功能包括全文检索、命中標示、分面搜索、动态聚类、数据库集成，以及富文本（如Word、PDF）的處理。Solr是高度可扩展的，并提供了分布式搜索和索引复制。Solr是最流行的企业级搜索引擎，Solr 4还增加了NoSQL支持。
Solr是用Java编写、运行在Servlet容器（如Apache Tomcat或Jetty）的一个独立的全文搜索服务器。 Solr采用了Lucene Java搜索库为核心的全文索引和搜索，并具有类似REST的HTTP/XML和JSON的API。 Solr强大的外部配置功能使得无需进行Java编码，便可对其进行调整以适应多种类型的应用程序。Solr有一个插件架构，以支持更多的高级定制。 
因为2010年Apache Lucene和Apache Solr项目合并，两个项目是由同一个Apache软件基金会开发团队制作实现的。提到技术或产品时，Lucene/Solr或Solr/Lucene是一样的。

## 历史
2004年，Solr作为CNET Networks为公司网站添加搜索功能的一个内部项目，由Yonik Seeley创建。
后来Yonik Seeley随Grant Ingersoll和Erik Hatcher创建了LucidWorks（原名Lucid Imagination），公司提供商业支持、咨询和Apache Solr搜索技术的培训。
2006年1月，CNET Networks决定捐赠其到Apache软件基金会顶级项目Lucene，公开发布其源代码。像在Apache软件基金会的任何新项目一样，其进入了一个潜伏期，以助于解决组织、法律和金融问题。
2007年1月，Solr结束孵化状态，稳步成长，累积功能，从而形成聚集了用户、参与者和提交者的强大社区。作为一个新的开源项目，Solr已被应用于一些流量很高的网站。
2008年9月，Solr 1.3发布了许多增强功能，包括分布式搜索功能和性能增强等。
2009年11月，Solr 1.4发布。此版本对索引、搜索和分面做了增强，并有许多其它改进，例如富文本（PDF、Word和HTML）的处理，基于Carrot 2的搜索结果聚簇，与数据库集成的改进。该版本还提供了许多插件。 
2010年3月，Lucene和Solr项目合并。产品现在由同一组参与者共同开发。
在2011年，Solr改变了版本编号方案，以便与Lucene的匹配。为了使Solr和Lucene有相同的版本号，Solr 1.4的下一版本号为3.1。
2012年10月，Solr 4.0版本发布，包括新的SolrCloud功能。

## 特色
- 全文檢索
- HTTP管理界面
- 分佈式搜索
- 缓存

## 外部連結
- Solr官方網站（页面存档备份，存于）
- Solr指南（页面存档备份，存于）
- Solr wiki（页面存档备份，存于）
- Apache Solr测试文档